# Crnići-Kula
Crnići-Kula – wieś w Bośni i Hercegowinie, w Federacji Bośni i Hercegowiny, w kantonie hercegowińsko-neretwiańskim, w gminie Stolac. W 2013 roku liczyła 570 mieszkańców, z czego większość stanowili Chorwaci.